# Hana Mandlíková
Hana Mandlíková (n. 19 februarie 1962, Praga, Cehoslovacia) este o fostă jucătoare profesionistă de tenis din Cehoslovacia care a obținut ulterior cetățenia australiană. De-a lungul carierei, ea a câștigat patru titluri de Grand Slam la simplu: Australian Open 1980, French Open 1981, US Open 1985 și Australian Open 1987. Ea a fost finalistă la patru turnee de Grand Slam la simplu, inclusiv finalele de la Wimbledon din 1981 și 1986, și a câștigat un titlu de Grand Slam feminin la dublu, la US Open din 1989 cu Martina Navratilova. Introdusă în Internațional Tenis Hall of Fame în 1994, este considerată una dintre cele mai mari jucătoare de tenis din toate timpurile.